# أولا باي رايس
أولا باي رايس (بالنرويجية البوكمول: Ola By Rise)‏ مواليد 14 نوفمبر 1960 في تروندهايم، هو لاعب كرة قدم نرويجي سابق كان يلعب كحارس مرمى. سبق له أن لعب في كأس العالم لكرة القدم مع منتخب بلاده.

## المسيرة الاحترافية

### أندية لعب لها
- نادي روسنبورغ

## روابط خارجية
- أولا باي رايس على موقع IMDb (الإنجليزية)
- أولا باي رايس على موقع الاتحاد الدولي (مؤرشف)  (الإنجليزية)
- أولا باي رايس على موقع اتحاد النرويج (النرويجية)
- أولا باي رايس على موقع قاعدة بيانات كرة القدم.إي يو (الإنجليزية)
- أولا باي رايس على موقع ناشيونال فوتبول تيمز (الإنجليزية)
- أولا باي رايس على موقع أوليمبيديا (الإنجليزية)